# Conura pylas
Conura pylas är en stekelart som först beskrevs av Walker 1842.  Conura pylas ingår i släktet Conura och familjen bredlårsteklar. Inga underarter finns listade i Catalogue of Life.